# 村社会
村社会（むらしゃかい）とは、集落に基づいて形成され、有力者を頂点とする序列構造を有し、余所者を受け入れようとしない古くからの秩序を保つ排他的な社会を指す。
同類が集まって序列をつくり、頂点に立つ者の指示や判断に従って行動したり、利益の分配を図ったりするような閉鎖的な組織・社会を村にたとえた語。談合組織・学界・政界・企業などに用いられる。
村社会にはしきたりが設定され、それを破ったものには村八分などの制裁が科せられる。そこから派生して、同じような悪習を持つ閉鎖的な組織や社会も村社会と呼ばれる。ムラ社会とも表記される。

## 特徴と問題点
以下のような特徴を持つ。
- 利権、入会権、漁業権などの産業上の権益の範囲と一致した広がりを持つ。
- 長による支配、ボスと子分の上下関係が厳然と存在する[2]。
- 無条件に習慣を踏襲し、全体に一切抗わない[3]。

## 関係する事件
- 水俣病
- 静岡県上野村村八分事件
- 名張毒ぶどう酒事件
- 山形マット死事件
- 奈良県月ヶ瀬村女子中学生殺害事件（加害者家族が村八分に遭っていた）
- 山口連続殺人放火事件
- 関川村（村民が村八分の中止命令を求める訴えを起こし勝訴）

## 題材とする作品
- 避雷針の夏（櫛木理宇の小説。村社会が根付き、村八分の一家を迫害する過疎の町が舞台）
- ザザンボ
- 野性の証明
- ひぐらしのなく頃に
- あなたの隣に誰かいる